# Kardinálishal-félék
A kardinálishal-félék (Apogonidae) a sugarasúszójú halak (Actinopterygii) osztályába és a sügéralakúak (Perciformes) rendjébe tartozó család.
2 alcsalád, 27 nem és 348 faj tartozik bele.

## Előfordulásuk
A kardinálishal-félék a trópusi tengerekben világszerte elterjedtek. Egyes fajok trópusi szigetek édesvízű folyóiban élnek. Megtalálhatók a Földközi-tengerben is, Madeira és a Kanári-szigetek körül. A kardinálishalak állományai az összes elterjedési területen, úgy tűnik, állandósultak. A díszhalak iránti egyre növekvő kereslet miatt azonban egyes állományok veszélybe kerülhetnek.

## Megjelenésük
Az állatok hossza fajtól függően 10 centiméterig terjed. A test általában az összes fajnál rövid és tömzsi. A színezet gyakran piros vagy piros mintázatú; egyes fajoké feketén, ezüstösen vagy sárgán mintázott csíkokkal, széles sávokkal és foltokkal díszített. Hátán két rövid, különálló hátúszó van; a második ugyanolyan alakú, mint a farok alatti úszó, melynek két tüskés hegye van. Fejükön találhatóak a nagy kiálló szemek és a nagy száj. Szájában sok kicsi, hegyes fog ül. Több kardinálishal képes mesterséges fényt kibocsátani.

## Életmódjuk
Sok faj nagy csapatokat képez, mások magányosan élnek egy gazdaállat mellett és éjjel indulnak táplálékot keresni. Táplálékaik kis tengeri állatok, lárvák, halikra és rákok.

## Szaporodásuk
Az ívási időszak nyáron van, de az időpont az előfordulás helyétől függ. Az ikrák száma fajtól függően 150 és 22 000 között van. A legtöbb faj szájköltő: ívás után a hím szájába veszi az ikrákat, és addig tartja őket, míg az ivadék kikel.

## Rendszerezés
A családba az alábbi 2 alcsalád és 27 nem tartozik:
- Apogoninae
  - Apogon (Lacepède, 1802) - 180 faj
  - Apogonichthyoides Smith, 1949 - 20 faj
  - Apogonichthys Bleeker, 1854 - 3 faj
  - Archamia Gill, 1863 - 13 faj
  - Astrapogon Fowler, 1907 - 3 faj
  - Cercamia Randall & Smith, 1988 - 2 faj
  - Cheilodipterus Lacepède, 1801 - 16 faj
  - Coranthus Smith, 1961 - 1 faj
    - Coranthus polyacanthus (Vaillant, 1877)

  - Foa Jordan & Evermann in Jordan & Seale, 1905 - 7 faj
  - Fowleria Jordan & Evermann, 1903 - 8 faj
  - Glossamia Gill, 1863 - 11 faj
  - Holapogon Fraser, 1973 - 1 faj
    - Holapogon maximus (Boulenger, 1888)

  - Lachneratus Fraser & Struhsaker, 1991 - 1 faj
    - Lachneratus phasmaticus Fraser & Struhsaker, 1991

  - Neamia Smith & Radcliffe in Radcliffe, 1912 - 4 faj
  - Nectamia Jordan, 1917: 47 - 9 faj
  - Ostorhinchus Lacepède, 1802: 23 - 3 faj
  - Phaeoptyx Fraser & Robins, 1970 - 3 faj
  - Pterapogon Koumans, 1933 - 2 faj
  - Rhabdamia Weber, 1909 - 7 faj
  - Siphamia Weber, 1909 - 21 faj
  - Sphaeramia Fowler & Bean, 1930 - 2 faj
  - Vincentia Castelnau, 1872 - 5 faj
  - Zoramia Jordan, 1917: 46 - 6 faj
- Pseudaminae
  - Gymnapogon Regan, 1905 - 8 faj
  - Paxton Baldwin & Johnson, 1999 - 1 faj
    - Paxton concilians Baldwin & Johnson, 1999

  - Pseudamia Bleeker, 1865 - 7 faj
  - Pseudamiops Smith, 1954 - 4 faj